# Décès en avril 1959
Décès
- 1955
- 1956
- 1957
- 1958
- 1959
- 1960
- 1961
- 1962
- 1963

Pour une information complémentaire, voir la page d'aide.

| Date     | Nom               | Pays                   | Activités                                         | Âge | Source |
| -------- | ----------------- | ---------------------- | ------------------------------------------------- | --- | ------ |
| 19 avril | Moichirō Maki     | Drapeau du Japon       | Zoologiste japonais.                              | 73  |        |
| 23 avril | Edwin Ray Guthrie | Drapeau des États-Unis | Psychologue et professeur d'université américain. | 73  |        |